# Naissance en 1929
Naissance
- 1925
- 1926
- 1927
- 1928
- 1929
- 1930
- 1931
- 1932
- 1933

Cette page dresse une liste de personnalités nées au cours de l'année 1929 présentée dans l'ordre chronologique.
La liste des personnes référencées dans Wikipédia est disponible dans la page de la Catégorie: Naissance en 1929.

## Janvier
- 1er janvier : 
  - Haruo Nakajima, acteur japonais († 7 août 2017).
  - Zbigniew Nienacki, écrivain polonais († 23 septembre 1994).
  - Luc Van Hoyweghen, footballeur belge († 30 juin 2013).
- 3 janvier : 
  - Sergio Leone, cinéaste et réalisateur italien († 30 avril 1989).
  - Gordon Earle Moore, chimiste américain († 24 mars 2023).
  - Gordon Donald Simons, homme d'affaires canadien († 29 septembre 2018).
- 4 janvier :
  - Aldo Monti, acteur et réalisateur italien pour le cinéma et la télévision († 19 juillet 2016).
  - Günter Schabowski, journaliste et homme politique allemand († 1er novembre 2015).
  - Arik Brauer, peintre, architecte, poète, danseur et chanteur autrichien († 24 janvier 2021).
- 5 janvier :
  - Roger De Wulf, homme politique belge néerlandophone membre du SPA († 4 avril 2016).
  - Gaston Haustrate, écrivain, critique de cinéma et journaliste français († 14 janvier 2019).
- 6 janvier :
  - Miriam Eshkol, épouse du Premier ministre d'Israël, Levi Eshkol († 26 novembre 2016).
  - Félix Week, footballeur belge († 2 juin 2000).
- 7 janvier : 
  - Mario Bergamaschi, footballeur italien († 18 janvier 2020).
  - Manfred Kaiser, footballeur et entraîneur est-allemand puis allemand († 15 février 2017).
  - Élie Buzyn, chirurgien orthopédique français († 23 mai 2022).
- 8 janvier :
  - Édouard Close, homme politique belge († 2 mars 2017).
  - Saeed Jaffrey, acteur anglo-indien († 14 novembre 2015).
  - Ionel Solomon, physicien français († 29 juin 2015).
- 9 janvier :
  - Håkon Bleken, peintre et illustrateur norvégien († 21 janvier 2025).
  - Brian Friel, dramaturge nord-irlandais († 2 octobre 2015).
- 11 janvier : Nicoletta Orsomando, actrice et présentatrice de télévision italienne († 21 août 2021).
- 12 janvier : Jaakko Hintikka, philosophe et logicien finlandais († 12 août 2015).
- 14 janvier : Jean-Pierre Ronfard, homme de théâtre québécois d'origine française († 26 septembre 2003).
- 15 janvier :
  - Albert Deman, peintre et sculpteur français († 22 décembre 1996).
  - Martin Luther King, pasteur baptiste et homme politique américain, militant de l'intégration des noirs († 4 avril 1968).
  - Teizō Matsumura, poète et compositeur japonais de musique classique († 6 août 2007).
- 16 janvier :
  - Bruno Belin, footballeur yougoslave († 20 octobre 1962).
  - Jean Boissonnat, économiste, journaliste, éditorialiste, essayiste et homme de presse français († 25 septembre 2016).
- 17 janvier : Frances Dafoe, patineuse artistique canadienne († 23 septembre 2016).
- 18 janvier :
  - Leo Kolber, homme d'affaires, philanthrope et sénateur canadien († 9 janvier 2020).
  - Christian de Vaufleury, footballeur français († 7 janvier 2011).
  - Antonio Ignacio Velasco García, cardinal vénézuélien, archevêque de Caracas († 6 juillet 2003).
  - Jacques Plante, joueur de hockey sur glace canadien († 27 février 1986).
- 20 janvier :
  - Jimmy Cobb, batteur de jazz américain († 24 mai 2020).
  - Jean-Jacques Perrey, compositeur français († 4 novembre 2016).
- 22 janvier :
  - Claude Champaud, juriste et homme politique français († 12 mars 2019).
  - Jean Corti, accordéoniste et compositeur français († 25 novembre 2015).
  - Georges Feher, peintre figuratif et lithographe hongrois naturalisé français († 10 décembre 2015).
- 24 janvier : Jacques Réda, poète, journaliste et critique musical français († 30 septembre 2024).
- 25 janvier :
  - Robert Faurisson, militant négationniste français († 21 octobre 2018).
  - Lothar Gruchmann, historien et politologue allemand († 13 juin 2015).
  - Michael Michai Kitbunchu, cardinal thaïlandais.
  - Paul Le Dren, footballeur français († 13 juillet 1992).
- 26 janvier :
  - François Hilsum, peintre et journaliste français († 16 mars 2020).
  - André Kempinaire, homme politique belge († 8 septembre 2012).
  - Sumiteru Taniguchi, japonais survivant du bombardement atomique de Nagasaki († 30 août 2017).
- 27 janvier : Hans Berliner, grand maître américain du jeu d'échecs par correspondance († 13 janvier 2017).
- 28 janvier : 
  - Acker Bilk, clarinettiste britannique de jazz († 2 novembre 2014).
  - Claes Oldenburg, sculpteur Suédo-américain († 18 juillet 2022).
- 29 janvier :
  - Bob Bass, entraîneur et dirigeant de basket-ball américain († 17 août 2018).
  - Mohamed Yalaoui, linguiste et universitaire tunisien spécialiste en lettres et langue arabes († 1er juillet 2015).
- 30 janvier :
  - Isamu Akasaki, ingénieur japonais († 1er avril 2021).
  - Xavier Dor,  pédiatre et embryologiste français († 4 avril 2020).
  - Victor Winding, acteur britannique († 9 octobre 2014).

## Février
- 1er février : Basilio Lami Dozo, militaire argentin († 1er février 2017).
- 2 février :
  - Walter J. Boyne, militaire américain († 9 janvier 2020).
  - John Henry Holland, scientifique américain († 9 août 2015).
- 3 février : Camilo Torres Restrepo, prêtre, révolutionnaire, sociologue et militant de gauche colombien († 15 février 1966).
- 5 février :
  - Hal Blaine, batteur, musicien de studio américain († 11 mars 2019).
  - Luc Ferrari, compositeur français († 22 août 2005).
- 6 février : 
  - Pierre Brice, comédien français († 6 juin 2015).
  - Valentin Ianine, historien et archéologue soviétique puis russe († 2 février 2020).
  - Jacques Mazoin, rugbyman français († 11 juillet 2020).
  - Guy de Vogüé, peintre français († 19 juin 2002).
- 7 février : Alejandro Jodorowsky, réalisateur, acteur chilien.
- 8 février :
  - Thelma Chalifoux, pédagogue et sénatrice canadienne († 22 septembre 2017).
  - Claude Rich, acteur français († 20 juillet 2017).
- 10 février : Marc Michel, acteur franco-suisse († 3 novembre 2016).
- 13 février :
  - Lee Fierro, actrice américaine († 5 avril 2020).
  - Eugène Parlier, footballeur suisse († 30 octobre 2017).
  - Rodislav Tchizikov, coureur cycliste soviétique († 3 mars 2010).
  - Jean Cabanot, historien et religieux catholique français († 1er juillet 2021).
- 14 février : Ayrton Vieira de Moraes, arbitre de football brésilien († 29 octobre 2013).
- 16 février : Kazimierz Kutz, metteur en scène de cinéma, de théâtre et de télévision, devenu également homme politique polonais († 18 décembre 2018).
- 17 février : Omar Monza, joueur de basket-ball argentin († 17 juin 2017).
- 18 février :
  - Pierre Colnard, athlète français, spécialiste du lancer du poids († 30 mars 2018).
  - Serge Sauvion, acteur français, voix de Peter Falk dans la version française de Columbo († 13 février 2010).
  - Takeyoshi Tanuma, photographe japonais († 1er juin 2022).
- 19 février : François de Cossé-Brissac, 13e duc de Brissac († 6 avril 2021).
- 20 février : Amanda Blake, actrice américaine († 16 août 1989).
- 21 février :
  - Heidi Abel, présentatrice de télévision suisse († 23 décembre 1986).
  - Roberto Gómez Bolaños, scénariste, acteur, réalisateur et humoriste mexicain († 28 novembre 2014).
  - Maurice Meimoun, musicien et auteur-compositeur tunisien († 18 août 1993).
- 23 février :
  - Arnaldo Calveyra, poète, romancier, enseignant et traducteur argentin († 15 janvier 2015).
  - Claude Ulysse Lefebvre, avocat, homme d'affaires et homme politique canadien († 19 janvier 2016).
- 24 février :
  - Zdzisław Beksiński, peintre, photographe, dessinateur et sculpteur polonais († 21 février 2005).
  - Édith Tavert-Kloeckner, joueuse de basket-ball française († 10 mars 2022).
- 26 février :
  - Paolo Ferrari, acteur italien († 6 mai 2018).
  - Emanuele Severino, philosophe italien († 17 janvier 2020).
- 28 février : 
  - Frank Gehry, architecte américano-canadien.
  - John Montague, poète irlandais († 10 décembre 2016).

## Mars
- 1er mars : Nida Tüfekçi, joueur de saz et chanteur turc († 18 septembre 1993).
- 2 mars : Jean-Marie Drot, écrivain et documentariste français († 23 septembre 2015).
- 4 mars : 
  - Paolo Noël, chanteur de charme québécois († 17 avril 2022).
  - Jean Revol, peintre, essayiste et écrivain français († 2 janvier 2012).
- 5 mars : 
  - Erik Carlsson, pilote de rallye suédois († 27 mai 2015).
  - Lucette Michaux-Chevry, femme politique française († 9 septembre 2021).
- 6 mars :
  - François Aquin, homme politique canadien († 23 novembre 2017).
  - Fazil Iskander, écrivain et poète russe d'origine abkhaze († 31 juillet 2016).
  - Victorino Martín, éleveur (ganadero) de taureaux (toros de lidia) espagnol († 3 octobre 2017).
  - John Welchli, rameur d'aviron américain († 23 mars 2018).
  - David S. Wyman, historien américain de la shoah († 14 mars 2018).
- 7 mars : Robert Lemaître, footballeur international français († 9 mars 2019).
- 8 mars : 
  - Evgeni Klevtzov, coureur cycliste soviétique puis russe († 24 mars 2003).
  - Hebe Camargo, personnalité de télévision, actrice et chanteuse brésilienne († 29 septembre 2012).
  - Elaine Edwards, femme politique américaine († 14 mai 2018).
- 9 mars : 
  - Steve London, acteur de cinéma et de télévision américain († 14 juin 2014).
  - Marie Cardinal, écrivain française († 9 mai 2001).
- 10 mars :
  - Arthur Barnard, athlète américain, spécialiste du 110 mètres haies († 1er mai 2018).
  - Boris Nikolov, boxeur bulgare († 29 janvier 2017).
  - Florence d'Harcourt, femme politique françaisefrançaise († 6 juin 2022).
- 11 mars : Alfred Tonello, coureur cycliste français († 21 décembre 1996).
- 13 mars :
  - Peter Breck, acteur américain († 6 février 2012).
  - Bill Cunningham, photographe de mode américain († 25 juin 2016).
  - Joseph Mascolo, acteur américain († 8 décembre 2016).
  - Jane Rhodes, cantatrice française († 7 mai 2011).
- 15 mars : Antonietta Stella, cantatrice italienne († 23 février 2022).
- 16 mars : Jean-Claude Vajou, journaliste politique français († 24 octobre 2003).
- 17 mars :
  - Peter L. Berger, sociologue et théologien américain d'origine autrichienne († 27 juin 2017).
  - Jean-Marie Saget, aviateur français († 20 mars 2020).
- 18 mars :
  - Samuel Pisar, auteur et avocat polono-américain, l'un des plus jeunes survivants de la Shoah († 28 juillet 2015).
  - Helmut Sadlowski, footballeur allemand († 12 décembre 2007).
  - Christa Wolf, écrivaine allemande († 1er décembre 2011).
- 19 mars : Raymond Massaro,  bottier et « Maître d'art » français († 5 avril 2019).
- 21 mars :
  - Gallieno Ferri, dessinateur de bandes dessinées italien († 2 avril 2016).
  - Roger Holeindre, militaire, résistant, journaliste et homme politique français († 30 janvier 2020).
  - Glorianne Perrier, kayakiste américaine († 7 mars 2015).
- 22 mars :
  - P. Ramlee, acteur, réalisateur et musicien malaisien († 29 mai 1973).
  - Yayoi Kusama, artiste japonaise.
- 23 mars : Roger Bannister, athlète britannique spécialiste des courses de demi-fond († 3 mars 2018).
- 24 mars : Paul Balta, écrivain et journaliste français († 27 janvier 2019).
- 25 mars :
  - Michel Bouillot, peintre, dessinateur, sculpteur et écrivain français († 29 janvier 2007).
  - Cecil Taylor, pianiste et poète américain († 5 avril 2018).
- 26 mars : Charles Dumont, auteur-compositeur-interprète français († 18 novembre 2024).
- 27 mars : Salvador Botella, coureur cycliste espagnol († 18 décembre 2006).
- 28 mars : Olga Tass-Lemhényi, gymnaste hongroise († 10 juillet 2020).
- 29 mars : Mort Drucker, dessinateur et caricaturiste américain († 9 avril 2020).
- 30 mars : Richard A. Dysart, acteur américain († 5 avril 2015).
- 31 mars : Bertram Fields, avocat américain spécialisé dans le droit du divertissement († 7 août 2022).

## Avril
- 1er avril :
  - Marcel Amont, chanteur et acteur français († 8 mars 2023).
  - Milan Kundera, écrivain de langues tchèque et française († 11 juillet 2023).
  - André Touret, historien français († 10 mars 2018).
- 2 avril :
  - Frans Andriessen, juriste et homme politique néerlandais († 22 mars 2019).
  - Francesco Bissolotti, luthier et restaurateur d'instruments à cordes italien († 31 janvier 2019).
  - Hans Koschnick, homme politique allemand († 21 avril 2016).
- 3 avril : Poul Schlüter, homme politique danois († 27 mai 2021).
- 4 avril : 
  - André Eijberg, sculpteur et céramiste belge († 31 janvier 2012)
  - Tahar Zbiri, militaire algérien († 30 octobre 2024).
- 5 avril :
  - Hugo Claus, romancier belge († 19 mars 2008).
  - Nigel Hawthorne, acteur et producteur britannique († 26 décembre 2001).
  - Théo Légitimus, acteur français († 9 mai 2017).
  - Tchinguiz Sadikhov, pianiste azerbaïdjanais († 30 décembre 2017).
- 6 avril : 
  - Valentine Friedli, femme politique suisse († 10 juillet 2016).
  - André Previn, pianiste, chef d'orchestre et compositeur américain d'origine allemande († 28 février 2019).
  - Chrístos Sartzetákis, homme d'État grec († 3 février 2022).
- 7 avril :
  - Yves Beccaria, éditeur et homme de presse français († 2 mars 2017).
  - Gabriel Caruana, artiste maltais († 16 juillet 2018).
  - Bob Denard, militaire et mercenaire français († 13 octobre 2007).
- 8 avril :
  - Bartolomé Bennassar, historien et écrivain français († 8 novembre 2018).
  - Jacques Brel, chanteur, acteur et réalisateur belge († 9 octobre 1978).
  - Louis Frégier, peintre français († 16 juillet 2014).
  - Alfonso Navarro, footballeur espagnol († 10 août 1969).
  - Jacques Tétreault, avocat, enseignant, magistrat et homme politique canadien († 20 août 2018).
  - Pierre Verbrugghe, haut fonctionnaire français († 4 juin 2017).
- 9 avril :
  - Ron Haddrick, acteur australien († 11 février 2020).
  - René Izaure, graveur, dessinateur et peintre français († 30 janvier 2014).
  - Lúcio Lara, homme politique angolais († 27 février 2016).
  - Hirant Sanazar, avocat et  homme politique brésilien († 23 novembre 2003).
  - Pere Verdaguer, professeur des universités, écrivain et traducteur français († 1er février 2017).
- 10 avril :
  - Abdelaziz Maoui, homme politique algérien († 26 octobre 2018).
  - Duje Bonačić, rameur yougoslave puis croate († 24 janvier 2020).
  - Liz Sheridan, actrice américaine († 15 avril 2022).
  - Max von Sydow, acteur et réalisateur franco-suédois († 8 mars 2020).
- 12 avril : Jaroslav Papoušek, peintre, sculpteur, écrivain et réalisateur tchécoslovaque puis tchèque († 17 août 1995).
- 13 avril :
  - David Fisher, scénariste et écrivain britannique († 10 janvier 2018).
  - Waldemar Philippi, footballeur sarrois et allemand († 4 octobre 1990).
  - Marilynn Smith, golfeuse américaine († 9 avril 2019).
- 14 avril :
  - Luis Alvarez, peintre et dessinateur français († 1997).
  - William E. Thornton, astronaute américain († 11 janvier 2021).
- 15 avril :
  - Jocelyn Barrow, femme politique britannique († 9 avril 2020).
  - Gérald Beaudoin, sénateur canadien, provenant du Québec († 10 septembre 2008).
  - Mariano Laurenti, réalisateur, scénariste et acteur italien († 6 janvier 2022).
  - Pierre Pinoncelli, peintre et artiste comportemental français († 9 octobre 2021).
- 17 avril :
  - James Last, compositeur et chef d'orchestre allemand († 9 juin 2015).
  - Karl-Erik Palmér, footballeur suédois († 2 février 2015).
  - Tatu Vanhanen, Docteur en philosophie, professeur émérite de science politique à l'Université de Tampere en Finlande († 22 août 2015).
- 18 avril :
  - Peter Jeffrey, acteur britannique († 25 décembre 1999).
  - Mario Francesco Pompedda, cardinal italien, préfet émérite du Tribunal suprême de la Signature apostolique († 18 octobre 2006).
  - Ion Voinescu, footballeur roumain († 9 mars 2018).
- 19 avril :
  - Jean Defraigne, homme politique belge et militant wallon († 15 mars 2016).
  - Jiří Hledík, footballeur tchécoslovaque († 25 avril 2015).
- 22 avril :
  - Michael Atiyah, mathématicien anglais d'origine libanaise († 11 janvier 2019).
  - Guillermo Cabrera Infante, écrivain cubain († 21 février 2005).
  - Glen Sonmor, joueur de hockey sur glace canadien († 14 décembre 2015).
- 23 avril :
  - Michel Lefèbvre, footballeur français († 6 janvier 2011).
  - George Steiner, écrivain anglo-franco-américain († 3 février 2020).
- 24 avril :
  - Eugenio Bertoglio, coureur cycliste italien († 28 mars 2020).
  - Stanislas Curyl, footballeur français († 17 avril 2017).
  - Tom Harpur, auteur, animateur de télévision, journaliste et théologien anglican canadien († 2 janvier 2017).
  - Rajkumar, chanteur et acteur indien († 12 avril 2006).
  - Michel Smolders, sculpteur belge († 19 juillet 2015).
- 25 avril : Jean-Baptiste Ayissi Ntsama, boxeur et homme politique camerounais († 5 avril 2016).
- 26 avril :
  - Leandro de Borbón, fils bâtard du roi Alphonse XIII d'Espagne († 18 juin 2016).
  - Gordon Hunt, réalisateur, acteur, producteur et scénariste américain († 17 décembre 2016).
  - Alexandre Lamfalussy, banquier belge († 9 mai 2015).
- 27 avril :
  - Michael Harner, anthropologue américain († 3 février 2018).
  - Nina Romashkova, athlète soviétique († 19 août 2016).
- 28 avril : Avigdor Arikha, peintre et graveur figuratif franco-israélien († 29 avril 2010).
- 29 avril :
  - Arvo Jantunen, joueur et entraîneur de basket-ball, footballeur, handballeur et joueur de pesäpallo finlandais († 21 juillet 2018).
  - Ted V. Mikels, réalisateur américain († 16 octobre 2016).
  - Maurice Strong, homme d'affaires et homme politique canadien († 28 novembre 2015).

## Mai
- 1er mai :
  - Miguel Etchecolatz, policier argentin († 2 juillet 2022).
  - Valentin Huot, coureur cycliste français († 21 novembre 2017).
  - Sonny Ramadhin, joueur de cricket trinidadien († 27 février 2022).
- 2 mai : 
  - Édouard Balladur, homme politique français.
  - Jigme Dorji Wangchuck, troisième roi du Bhoutan († 21 juillet 1972).
- 3 mai : Gabriel Garran, acteur, réalisateur et metteur en scène de théâtre français († 6 mai 2022).
- 4 mai :
  - Manuel Contreras, militaire chilien, directeur de la DINA († 7 août 2015).
  - Audrey Hepburn, actrice britannique († 20 janvier 1993).
- 7 mai : Jacques Jullien, évêque catholique français († 10 décembre 2012).
- 8 mai :
  - John C. Bogle, entrepreneur américain († 16 janvier 2019).
  - Louis Chasme, homme politique béninois († 10 août 1994).
- 9 mai :
  - Joseph Happart, footballeur belge († 21 août 2007).
  - Curtis Knight, musicien américain († 29 novembre 1999).
- 10 mai :
  - Sergueï Botcharov, critique et historien littéraire soviétique puis russe († 6 mars 2017).
  - George Coe, acteur américain († 18 juillet 2015).
  - Jilali Gharbaoui, peintre marocain († 8 avril 1971).
  - Sándor Kányádi, poète et traducteur roumain († 20 juin 2018).
  - Antonine Maillet, romancière canadienne († 17 février 2025).
  - Peter Charles Newman, journaliste canadien(† 7 septembre 2023).
- 12 mai :
  - Sam Nujoma, homme politique namibien († 8 février 2025).
  - Otakar Hořínek, tireur sportif tchécoslovaque († 8 juin 2015).
  - Dollard Saint-Laurent, joueur de hockey sur glace canadien († 6 avril 2015).
- 13 mai : 
  - Nicola Badalucco, scénariste et journaliste italien († 17 juin 2015).
  - Michel Chodkiewicz, éditeur et philosophe français († 31 mars 2020).
  - Raymonde Dien, militante communiste française († 19 août 2022).
  - Angela Maria, chanteuse et actrice brésilienne († 29 septembre 2018).
  - Creed Taylor, producteur de jazz américain († 23 août 2022).
- 14 mai : Henry McGee, acteur britannique († 28 janvier 2006).
- 15 mai :
  - Zofia Banet-Fornalowa, espérantiste polonaise († 19 septembre 2012).
  - János Halász, joueur de basket-ball hongrois († 30 octobre 2017).
  - Frank Heart, ingénieur en informatique américain († 24 juin 2018).
- 16 mai :
  - Adrienne Rich, poétesse, essayiste, professeure d'université et théoricienne féministe américaine († 27 mars 2012).
  - József Tóth, footballeur hongrois († 9 octobre 2017).
- 17 mai : 
  - Jean-Denis Bredin, avocat, écrivain et académicien français († 1er septembre 2021).
  - John Davies, nageur australien († 24 mars 2020).
  - Branko Zebec, joueur et entraîneur de football yougoslave puis croate († 26 septembre 1988).
- 18 mai :
  - Mickaël Compagnion, peintre français († 15 septembre 2011).
  - Halyna Sévrouk, artiste soviétique puis ukrainienne († 13 février 2022).
- 19 mai : Jordi Vila Soler, footballeur espagnol († 20 janvier 2011).
- 20 mai : Marcelino dos Santos, homme politique et poète mozambicain († 11 février 2020).
- 23 mai :
  - Marvin J. Chomsky, réalisateur et producteur américain († 28 mars 2022).
  - Paolo Poli, acteur italien, principalement de théâtre et d'opérette († 25 mars 2016).
- 24 mai :
  - Serge Mendjisky, peintre et photographe français († 7 mai 2017).
  - Takeshi Katō, acteur japonais († 31 juillet 2015).
- 25 mai :
  - Vito Andrés Bártoli, joueur et entraîneur de football argentin († 24 janvier 2019).
  - David Sturtevant Ruder, haut fonctionnaire républicain américain († 15 février 2020).
- 26 mai :
  - Eluf Dalgaard, coureur cycliste danois († 11 août 2004).
  - Patrick Horgan, acteur britannique († 6 octobre 2021).
- 27 mai : Petre Achițenie, peintre roumain († 1er décembre 2006).
- 28 mai : Shane Rimmer, acteur canadien († 29 mars 2019).
- 29 mai : 
  - Peter Higgs, physicien britannique († 8 avril 2024).
  - Freddie Redd, pianiste de jazz américain († 17 mars 2021).
- 30 mai :
  - Doina Cornea, écrivaine et universitaire roumaine († 4 mai 2018).
  - Georges Gilson, évêque catholique français († 27 novembre 2024).
  - Frank Jacobs, scénariste de bandes dessinées américain († 5 avril 2021).
  - Françoise Janicot, peintre, photographe, vidéaste et performeuse française († 18 juin 2017).
- 31 mai :
  - Joseph Bernardo, nageur français († 6 décembre 2023).
  - Tim Barrett, acteur britannique († 20 août 1990).
  - Erich Meuthen, historien allemand († 11 juin 2018).
  - Oqtay Zulfugarov, chef d'orchestre, violoncelliste et enseignant azerbaïdjanais († 31 août 2016).

## Juin
- 1er juin :
  - James Hadley Billington, bibliothécaire et universitaire américain († 20 novembre 2018).
  - Pallonji Mistry, magnat de la construction irlandais († 28 juin 2022).
  - Yvette Szczupak-Thomas, écrivaine et peintre française naturalisée israélienne († 2003).
- 2 juin : Walter Schuster, skieur alpin autrichien († 13 janvier 2018).
- 3 juin : Chuck Barris, producteur de télévision, animateur d'émissions de jeux télévisés américain († 21 mars 2017).
- 4 juin : 
  - Adib Jatene, médecin et homme politique brésilien d'origine libanaise († 14 novembre 2014).
  - Károlos Papoúlias, homme politique grecque († 26 décembre 2021).
  - Digby Wolfe, acteur, scénariste et producteur britannique († 2 mai 2012).
- 6 juin :
  - Sunil Dutt,  acteur, réalisateur et producteur indien († 25 mai 2005).
  - Mary Hatcher, actrice et chanteuse américaine († 3 avril 2018).
  - Albert Kalonji, homme politique et homme d'affaires congolais († 20 avril 2015).
- 7 juin : John Turner, avocat et homme d'État canadien († 18 septembre 2020).
- 8 juin :
  - Gastone Moschin, acteur italien († 4 septembre 2017).
  - Jean Thomas, footballeur français († 28 janvier 2018).
- 9 juin :
  - Raymond Bellot, footballeur français († 24 février 2019).
  - Louise Maheux-Forcier, écrivaine québécoise († 5 février 2015).
- 10 juin :
  - James McDivitt, astronaute américain († 13 octobre 2022).
  - Edward Osborne Wilson, biologiste et entomologiste américain († 26 décembre 2021).
- 11 juin : 
  - Ilse Fuskova, journaliste et féministe argentine († 27 juin 2024).
  - Maurice Vander, pianiste de jazz français († 16 février 2017).
- 12 juin :
  - Alberto De Martino, réalisateur et scénariste italien († 2 juin 2015).
  - Anne Frank († février 1945 ou mars 1945).
  - Dulce Nunes, auteure-compositrice-interprète brésilienne († 4 juin 2020).
  - Jean-Pierre Munch, coureur cycliste français († 17 octobre 1996).
- 13 juin :
  - Paul Bernard, archéologue français († 1er décembre 2015).
  - Kurt Equiluz, ténor autrichien († 20 juin 2022).
  - Fritz Sturm, juriste allemand († 14 mars 2015).
  - Victor Veselago, physicien théoricien et professeur d'université soviétique puis russe († 15 septembre 2018).
- 14 juin : Ferdinand Moschenross, homme politique français († 13 mai 2008).
- 15 juin :
  - Giorgio Albani, coureur cycliste italien († 29 juillet 2015).
  - Herschell Gordon Lewis, réalisateur, scénariste, producteur, directeur de la photographie, acteur et compositeur américain († 26 septembre 2016).
  - Beohar Rammanohar Sinha, peintre indien († 25 octobre 2007).
- 16 juin :
  - Ramon Bieri, acteur américain († 27 mai 2001).
  - Chicuelo II (Manuel Jiménez Díaz), matador espagnol († 21 janvier 1960).
  - Bill Malenfant, homme politique canadien († 16 décembre 2016).
- 17 juin :
  - Luis Calderon Mendiolaza, footballeur péruvien († 24 mai 2020).
  - Bud Collins, journaliste américain et commentateur sportif pour la télévision († 4 mars 2016).
  - Tomislav Crnković, joueur et entraîneur de football yougoslave puis croate († 17 janvier 2009).
  - François-Mathurin Gourvès, évêque catholique français († 12 août 2020).
  - Tigran Petrossian, joueur d'échecs russe († 13 août 1984).
  - Sabah al-Ahmad al-Jabir al-Sabah, émir du Koweït († 29 septembre 2020).
- 18 juin :
  - Jürgen Habermas, philosophe allemand.
  - Henri Glaeser, réalisateur français († 23 juillet 2007).
  - Bernard Lelong, joueur et entraîneur de football français († 4 janvier 2015).
  - John Lucas, philosophe britannique († 5 avril 2020).
- 19 juin : Hans Christoph Binswanger, économiste et essayiste suisse († 18 janvier 2018).
- 21 juin :
  - Gilbert Garcin, photographe français († 17 avril 2020).
  - Abdel Halim Hafez, chanteur et acteur égyptien († 30 mars 1977).
- 22 juin :
  - José Florencio Guzmán, avocat et homme politique chilien († 16 septembre 2017).
  - Robert Turcan, archéologue et historien français († 16 janvier 2018).
- 23 juin :
  - June Carter Cash, Chanteuse américaine († 15 mai 2003).
  - Mario Ghella, coureur cycliste italien († 10 février 2020).
  - Claude Goretta, cinéaste, producteur de télévision et scénariste suisse († 20 février 2019).
  - Ted Lapidus, couturier français († 29 décembre 2008).
  - Henri Pousseur, compositeur belge († 6 mars 2009).
  - Georges Tranchant, homme politique et homme d'affaires français († 5 juin 2020).
- 24 juin :
  - Jean-Guy Astresses, footballeur français († 30 mars 2020).
  - Helmer Stenros, architecte finlandais.
- 25 juin : 
  - Eric Carle, auteur-illustrateur américain († 23 mai 2021).
  - Francesco Marchisano, cardinal italien († 27 juillet 2014).
  - Jean-Joseph Sanfourche, peintre, poète, dessinateur et sculpteur français († 13 mars 2010).
- 26 juin : François Régis Hutin, journaliste et patron de presse français († 10 décembre 2017).
- 28 juin :
  - Michel Dureuil, peintre français de la nouvelle école de Paris († 9 avril 2011).
  - Abolhassan Nadjafi, écrivain et traducteur iranien († 22 janvier 2016).
- 29 juin : 
  - Pat Crawford Brown, actrice américaine († 2 juillet 2019).
  - Eberhard Jäckel, historien allemand († 15 août 2017).
  - Alexandre Lagoya guitariste classique français († 24 août 1999).
  - Carolyn S. Shoemaker, astronome américaine († 13 août 2021).
- 30 juin : Othmar Mága, chef d'orchestre allemand († 28 janvier 2020).

## Juillet
- 2 juillet :
  - Daphne Hasenjager, athlète sud-africaine.
  - Imelda Marcos, femme politique philippine.
  - René Römer, Gouverneur des Antilles néerlandaises († 25 février 2003).
  - Féri Farzaneh, écrivain et cinéaste franco-iran († 19 juillet 2022).
- 3 juillet :
  - Francis Fontan, cardiologue et chirurgien cardiaque français († 14 janvier 2018).
  - Joanne Herring, femme d'affaires américaine.
- 4 juillet : 
  - Darío Castrillón Hoyos, cardinal colombien († 17 mai 2018).
  - Joaquin Ferrer, peintre et dessinateur cubain († 25 mars 2022).
- 5 juillet :
  - Mariette Salbeth, peintre et graveur belge († 6 décembre 2008).
  - Chikao Ōtsuka, seiyū japonais († 15 janvier 2015).
  - Jacqueline Harpman, écrivain belge († 24 mai 2012).
  - Katherine Helmond, actrice et réalisatrice américaine († 23 février 2019).
  - Thérèse Quentin, actrice française († 20 février 2015).
- 6 juillet : 
  - Hélène Carrère d'Encausse, historienne française, secrétaire perpétuel de l'Académie française († 5 août 2023).
  - Jean-Pierre Mocky, cinéaste français († 8 août 2019).
- 7 juillet : 
  - Jean Boyé, peintre français († 29 juin 1997).
  - Lev Okun, physicien théoricien soviétique puis russe († 23 novembre 2015).
  - Sergio Romano, écrivain, diplomate, historien et journaliste italien.
- 9 juillet :
  - Hassan II, Roi du Maroc († 23 juillet 1999).
  - Christopher Morahan, metteur en scène de théâtre et réalisateur de cinéma et de télévision britannique († 7 avril 2017).
- 10 juillet :
  - George Clayton Johnson, écrivain de science-fiction et scénariste pour l'audiovisuel américain († 25 décembre 2015).
  - Winnie Ewing, femme politique écossaise († 21 juin 2023).
  - David Mata, écrivain français († 31 juillet 2017).
  - Robert Manthoulis, réalisateur grec († 21 avril 2022).
  - José Vicente Rangel, avocat, journaliste et homme d'État vénézuélien († 18 décembre 2020).
  - Jules Sbroglia, footballeur français († 21 avril 2007).
- 11 juillet : Piet van Heusden, coureur cycliste néerlandais († 15 janvier 2023).
- 12 juillet : Monte Hellman, réalisateur et producteur de cinéma américain († 20 avril 2021).
- 13 juillet :
  - John W. Baldwin, historien américain spécialiste du Moyen Âge († 8 février 2015).
  - Teresa Bogusławska, poétesse polonaise († 1er février 1945).
  - Pierre Fauchon, homme politique français († 25 juillet 2016).
  - René Laloux, réalisateur de films d'animation, dessinateur, peintre et sculpteur français († 15 mars 2004).
- 14 juillet : Jean Konan Banny, homme politique ivoirien († 27 mai 2018).
- 15 juillet : Ian Stewart, coureur automobile écossais († 19 mars 2017).
- 16 juillet : Sheri S. Tepper, femme de lettres américaine († 22 octobre 2016).
- 17 juillet :
  - Arthur Frommer, avocat et auteur américain(† 18 novembre 2024).
  - Rolande Allard-Lacerte, journaliste et écrivaine québécoise († 18 mai 2018).
  - Sergueï Godounov, mathématicien russe († 15 juillet 2023).
- 18 juillet : Dick Button, patineur artistique américaine († 30 janvier 2025).
- 19 juillet :
  - George Dempsey, joueur de basket-ball américain († 7 octobre 2017).
  - Jean Malléjac, coureur cycliste français († 24 septembre 2000).
  - Ievgueni Primakov, homme politique soviétique puis russe († 26 juin 2015).
  - Orville Turnquest, homme d'État, gouverneur général des Bahamas.
  - Halyna Zoubtchenko, artiste peintre et militante ukrainienne († 4 août 2000).
- 20 juillet : Mike Ilitch, homme d'affaires et entrepreneur américain († 10 février 2017).
- 21 juillet : Philippe Ardant, juriste français, spécialiste du droit constitutionnel († 6 juin 2007).
- 22 juillet :
  - Baselios Thomas Ier, primat de l'Église syro-malankare orthodoxe.
  - André Plisson, peintre et lithographe français († 27 août 2015).
  - Michel Roux, acteur français († 2 février 2007).
- 23 juillet : Pierre Aubenque, philosophe français († 23 février 2020).
- 24 juillet : Ivan Hladush, colonel général soviétique puis ukrainien († 6 décembre 2018).
- 25 juillet : Manuel Olivencia Ruiz, juriste espagnol († 1er janvier 2018).
- 27 juillet :
  - Georges Athanasiadès, organiste et chanoine suisse († 3 février 2022).
  - Janusz Grabiański, illustrateur polonais († 20 octobre 1976).
  - Jack Higgins, romancier britannique († 9 avril 2022).
- 28 juillet : Jacqueline Kennedy-Onassis, journaliste américaine et Première dame des États-Unis († 19 mai 1994).
- 29 juillet : Avet Terterian, compositeur arménien († 11 décembre 1994).
- 30 juillet : Bill Davis, homme politique canadien († 8 août 2021).
- 31 juillet : Don Murray, acteur américain († 2 février 2024).

## Août
- 1er août :
  - Samuel Charters, historien de la musique et réalisateur artistique américain († 18 mars 2015).
  - Camillo Milli, acteur italien († 20 janvier 2022).
  - Robert Thon, peintre français († 2 novembre 2002).
- 2 août : Kateb Yacine, poète, dramaturge et romancier algérien († 28 octobre 1989).
- 4 août :
  - André Sanac, joueur français de rugby à XV († 5 février 2015).
  - Gabriella Tucci, soprano italienne († 9 juillet 2020)
- 5 août :
  - Marcel Boillat, militant politique suisse († 6 avril 2020).
  - Abel Aguilar Elizalde, arbitre mexicain.
  - Aravind Joshi, universitaire spécialiste de linguistique informatique indo-américain († 31 décembre 2017).
- 7 août :
  - Don Larsen, joueur de baseball américain († 1er janvier 2020).
  - Arrigo Petacco, écrivain, journaliste et historien italien († 3 avril 2018).
- 8 août :
  - Gudrun Burwitz, militante néonazie allemande († 24 mai 2018).
  - Luis García Meza Tejada, militaire et homme politique bolivien († 29 avril 2018).

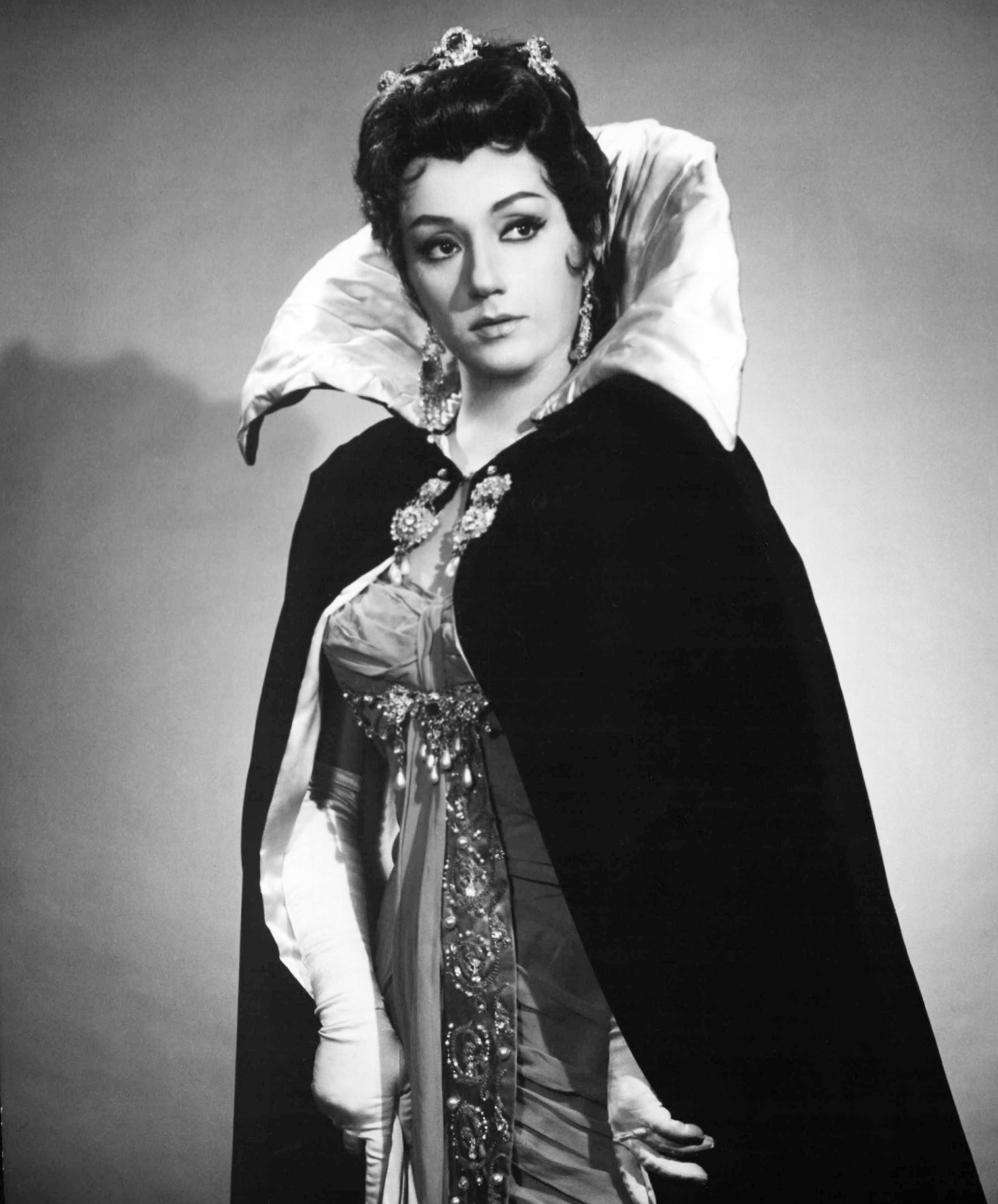
Gabriella Tucci, soprano italienne

- Gabriella Tucci, soprano italienne9 août : Fred Fredericks, auteur de comics américain († 10 mars 2015).
- 11 août : Grisélidis Réal, écrivaine, peintre et prostituée suisse († 31 mai 2005).
- 12 août : Jōji Yuasa, compositeur japonais († 24 juillet 2024).
- 13 août : Pat Harrington, Jr., acteur et scénariste américain († 6 janvier 2016).
- 14 août : 
  - Giacomo Capuzzi, évêque catholique italien († 26 décembre 2021).
  - Thomas Meehan, scénariste et acteur américain († 21 août 2017).
  - Louise Slaughter, femme politique américaine († 16 mars 2018).
- 15 août :
  - Roger Bohnenblust, peintre, dessinateur et graveur suisse († 30 mai 1979).
  - Marcia Hafif, peintre américaine († 17 avril 2018)
  - Carlo Ripa di Meana, homme politique et environnementaliste italien († 2 mars 2018).
- 16 août :
  - Jacques Bohée, footballeur français († 17 mars 1977).
  - Bill Evans, pianiste de jazz américain († 15 septembre 1980).
  - Raoul Pradier, peintre français († 16 septembre 2017).
- 17 août : Francis Gary Powers, aviateur américain († 1er août 1977).
- 18 août : 
  - Hugues Aufray, chanteur et compositeur français.
  - Jean-Paul Bataille, sénateur français († 16 octobre 1999).
  - Jimmy Davies, pilote automobile originaire des États-Unis († 11 juin 1966).
  - Tetsutaro Murano, réalisateur japonais.
  - Loretto Petrucci, coureur cycliste italien († 17 juin 2016).
  - Nafis Sadik, diplomate pakistanaise († 14 août 2022).
- 21 août :
  - Viatcheslav Vsevolodovitch Ivanov, linguiste soviétique puis russe († 7 octobre 2017).
  - Ahmed Kathrada, homme politique sud-africain († 28 mars 2017).
  - Emma Mashinini, syndicaliste et femme politique sud-africaine († 10 juillet 2017).
  - Marie Severin, dessinatrice de bande dessinée américaine († 29 août 2018).
- 22 août : Roger Dajoz, biologiste, écologue et entomologiste français († 10 mars 2019).
- 23 août : 
  - Peter Thomson, golfeur australien († 20 juin 2018).
  - Ravan A. G. Farhâdi, universitaire et diplomate afghan.
- 24 août :
  - Yasser Arafat, homme politique palestinien († 11 novembre 2004).
  - Alix de Luxembourg, fille cadette de la grande-duchesse Charlotte de Luxembourg et de Félix de Bourbon-Parme († 11 février 2019).
- 25 août :
  - Pietro Biagioli, footballeur italien († 3 septembre 2017).
  - Roswitha Doerig, peintre suisse († 27 février 2017).
  - Bernard Dorin, diplomate français († 20 février 2019).
  - Roy Swinbourne, footballeur anglais († 27 décembre 2015).
- 26 août : Anahide Ter Minassian, historienne française d'origine arménienne († 10 février 2019).
- 27 août : Lyubov Kozyreva, fondeuse soviétique († 22 juin 2015).
- 28 août : 
  - Robert Loubière, footballeur français († 6 décembre 2011).
  - Kim Ki-nam, fonctionnaire nord-coréen († 7 mai 2024).
- 29 août :
  - Claude Contamine, haut fonctionnaire français († 28 juillet 2017).
  - Monique Laroche, parachutiste française († 23 janvier 2016).
- 30 août : Guy de Lussigny, peintre français († 14 juillet 2001).
- 31 août : Cilette Faust, professeure de danse et chorégraphe suisse († 24 novembre 2018).

## Septembre
- 1er septembre : Květa Fialová, actrice tchèque († 26 septembre 2017).
- 2 septembre :
  - Hal Ashby, réalisateur américain († 27 décembre 1988).
  - René Dupont, évêque catholique français, évêque émérite d'Andong (Corée du Sud) († 10 avril 2025).
- 3 septembre :
  - James J. Bulger, gangster irlando-américain († 30 octobre 2018).
  - Carlo Clerici, coureur cycliste suisse († 28 janvier 2007).
  - Irène Papas, actrice et chanteuse grecque († 14 septembre 2022).
  - Armand Vaillancourt, sculpteur québécois.
- 4 septembre :
  - Nina Ourgant, actrice soviétique puis russe († 3 décembre 2021).
  - Dominique Rozan, acteur français († 7 juillet 2018).
- 5 septembre :
  - Bob Newhart, acteur américain († 18 juillet 2024).
  - Andrian Nikolayev, cosmonaute soviétique († 3 juillet 2004).
  - Marc Pierret, écrivain et journaliste français († 14 avril 2017).
- 7 septembre : Clyde Lovellette, basketteur américain († 9 mars 2016).
- 9 septembre :
  - Max Marest, homme politique français († 19 mars 2016).
  - Alekseï Maslennikov, « ténor de caractère » soviétique puis russe († 30 novembre 2016).
  - Claude Nougaro, auteur-compositeur-interprète français († 4 mars 2004).
  - Ruth Pfau, médecin et religieuse catholique germano-pakistanaise († 10 août 2017).
- 10 septembre :
  - Vincent McEveety, producteur et réalisateur américain († 19 mai 2018).
  - Arnold Palmer, golfeur américain († 25 septembre 2016).
  - André Ruffet, coureur cycliste français († 15 août 2011).
- 11 septembre :
  - Jean Arène, peintre français († 20 mars 2020).
  - Kenji Ekuan, designer industriel japonais († 8 février 2015).
  - Patrick Mayhew, avocat et homme politique  britannique († 25 juin 2016).
- 14 septembre :
  - Giorgio Bàrberi Squarotti, poète, universitaire et critique littéraire italien († 9 avril 2017).
  - Jan Vansina, historien et anthropologue belge († 8 février 2017).
- 15 septembre :
  - Marcel Imsand, photographe et reporter suisse († 11 novembre 2017).
  - Michel Péricard, journaliste et homme politique français († 2 février 1999).
  - John Julius Norwich, historien britannique († 1er juin 2018).
- 16 septembre : 
  - Marcel Debarge, homme politique français († 23 décembre 2015).
  - Jamshid ben Abdallah, sultan de Zanzibar et prétendant au trône de 1964 à 2024 († 30 décembre 2024).
- 17 septembre : Eliseo Prado, footballeur argentin († 10 février 2016).
- 18 septembre :
  - Alla Horska, peintre soviétique († 17 novembre 1970).
  - Talus Taylor, auteur de littérature jeunesse américain († 19 février 2015).
- 19 septembre :
  - Philip D'Antoni, producteur américain († 15 avril 2018).
  - Léon De Lathouwer, coureur cycliste belge († 7 août 2008).
  - Luigi Taveri, pilote de vitesse moto suisse († 1er mars 2018).
  - Timothy Colman, homme d'affaires britannique († 9 septembre 2021).
- 20 septembre :
  - Aiko Miyawaki, peintre japonaise († 20 août 2014).
  - Jean-Pierre Brulé, dirigeant français d'entreprises informatiques († 2 mars 2015).
  - Anne Meara, actrice et scénariste américaine († 23 mai 2015).
  - Joe Temperley, saxophoniste et clarinettiste de jazz  britannique († 11 mai 2016).
  - Andrée Damant, actrice française († 6 décembre 2022).
- 21 septembre : 
  - Michel Delahaye, journaliste, critique de cinéma, acteur et réalisateur français († 22 octobre 2016).
  - Elsa Raven, actrice américaine († 3 novembre 2020).
  - Georget Bernier, humoriste français († 10 janvier 2005).
- 23 septembre : Johan Claassen, joueur de rugby sud-africain († 6 janvier 2019).
- 25 septembre : Ronnie Barker, animateur de télévision  britannique († 3 octobre 2005).
- 26 septembre : Bernard Gallagher, acteur britannique († 27 novembre 2016).
- 28 septembre :
  - Lata Mangeshkar, chanteuse, compositrice et productrice indienne († 6 février 2022).
  - Robert Roanne, acteur belge († 7 mai 2016).
  - Zheng Xiaoying, chef d'orchestre chinoise.
- 29 septembre : 
  - Tōru Ōhira, narrateur et acteur de doublage (seiyū) japonais († 12 avril 2016).
  - Rolf Kühn, musicien de jazz allemand jouant de la clarinette et du saxophone, compositeur et chef d'orchestre († 18 août 2022).
- 30 septembre :
  - Germain Grisez, philosophe franco-américain († 1er février 2018).
  - Nivaria Tejera, poétesse et romancière cubaine († 6 janvier 2016).

## Octobre
- 1er octobre :
  - Jean Amadou, humoriste, écrivain, chroniqueur radio, chansonnier français († 23 octobre 2011).
  - Ante Mladinić, joueur et entraîneur de football yougoslave puis croate († 13 juin 2002).
  - Bernard Réquichot, peintre, graphiste, dessinateur, collagiste et écrivain français († 4 décembre 1961).
  - Jean Tapu, chasseur sous-marin français de Polynésie française († 2 février 2018).
- 2 octobre :
  - Cesare Maestri, alpiniste italien († 19 janvier 2021).
  - Ibrahim Shahda, peintre figuratif français d'origine égyptienne († 28 août 1991).
- 3 octobre : Andrew Hebenton, joueur professionnel de hockey sur glace canadien († 29 janvier 2019).
- 4 octobre : Scotty Beckett, acteur américain († 10 mai 1968).
- 5 octobre :
  - Iouri Artsoutanov, ingénieur en aérospatiale soviétique puis russe († 1er janvier 2019).
  - Richard Gordon, astronaute américain († 6 novembre 2017).
  - Autherine Lucy, militante du mouvement des droits civiques américaine († 2 mars 2022).
- 7 octobre : Luigi Ferdinando Tagliavini, organiste, claveciniste, musicologue et compositeur italien  († 11 juillet 2017).
- 8 octobre :
  - Arthur Bisguier, joueur d'échecs américain († 5 avril 2017).
  - Jacques Van der Biest, prêtre catholique belge († 5 mai 2016).
- 9 octobre : Pierre Pinatel, caricaturiste français († 27 avril 2022).
- 10 octobre :
  - Robin Hardy, réalisateur, scénariste et producteur britannique († 1er juillet 2016).
  - Marcelle Ranson-Hervé, actrice française († 3 avril 2020).
- 11 octobre : Raymond Moriyama, architecte canadien († 1er septembre 2023).
- 12 octobre : Branko Grünbaum, mathématicien israélien († 14 septembre 2018).
- 13 octobre : 
  - Harold Bradley, acteur américain († 13 avril 2021).
  - Richard Howard, poète, critique littéraire, essayiste et traducteur américain († 31 mars 2022).
  - Walasse Ting, peintre chinois († 17 mai 2010).
- 14 octobre : Yvon Durelle, boxeur canadien († 6 janvier 2007).
- 15 octobre :
  - Hubert Dreyfus, professeur de philosophie américain († 22 avril 2017).
  - John Solomon, joueur de rugby à XV australien († 18 mars 2020).
- 16 octobre : Edward J. McCluskey, professeur émérite à l'université Stanford († 13 février 2016).Pierre Bellemare, créateur du premier jeu TV

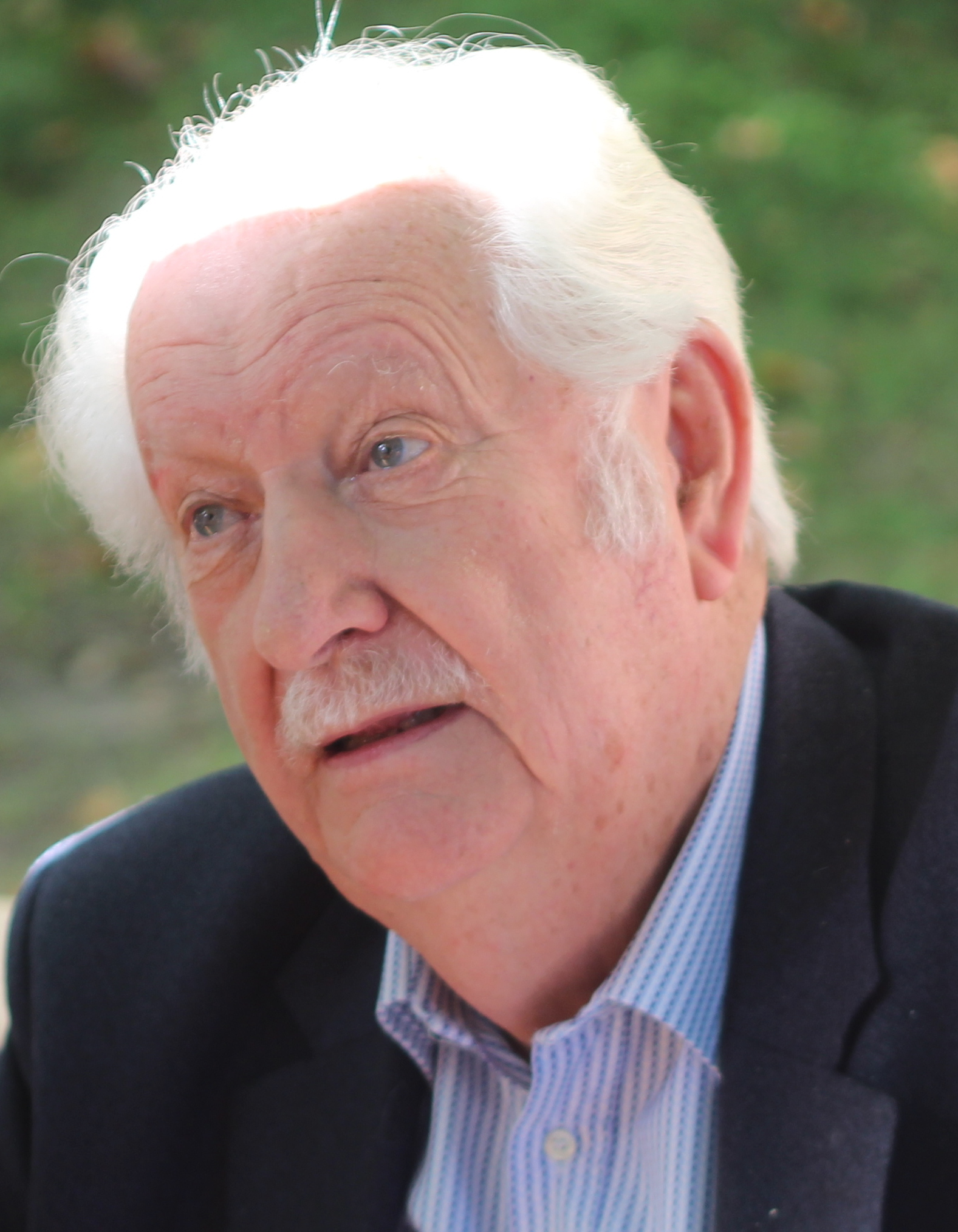
Pierre Bellemare, créateur du premier jeu TV

- 17 octobre : Mário Wilson, joueur, entraîneur et sélectionneur de football portugais († 3 octobre 2016).
- 18 octobre :
  - Dorothea Rockburne, peintre canadienne.
  - Ans Wortel, peintre, poète et écrivaine néerlandaise († 4 décembre 1996).
- 19 octobre :
  - Henri Cueco, peintre et écrivain français († 13 mars 2017).
  - Nirmala Deshpande, militante et écrivaine indienne († 1er mai 2008).
  - Luciano Ercoli, producteur, réalisateur et scénariste italien († 15 mars 2015).
  - Ievgueni Primakov, président du Soviet de l'Union et président du gouvernement de la fédération de Russie († 26 juin 2015).
- 20 octobre : Pires Constantino, footballeur brésilien († 2002).
- 21 octobre :
  - Pierre Bellemare, animateur de radio, télévision et producteur français († 26 mai 2018).
  - Ursula K. Le Guin, écrivain américaine († 22 janvier 2018).
  - Peter Robeson, cavalier de saut d'obstacles britannique († 29 septembre 2018).
  - Paul Seban, réalisateur français († 1er juillet 2020)
- 22 octobre :
  - Luciano Ciancola, coureur cycliste italien († 25 juillet 2011).
  - Jean-Robert Gauthier, politicien canadien († 10 décembre 2009).
  - Lev Yachine, gardien de but soviétique († 21 mars 1990).
- 23 octobre : Josy Moinet, homme politique français († 4 août 2018).
- 24 octobre :
  - George Crumb, compositeur de musique contemporaine américain († 6 février 2022).
  - Norman Kwong, joueur de football canadien et 16e lieutenant-gouverneur de l'Alberta († 3 septembre 2016).
  - Sos Sargsyan, acteur soviétique puis arménien († 26 septembre 2013).
- 25 octobre : David McReynolds, homme politique américain  († 17 août 2018).
- 26 octobre : Jean Blondel, professeur français († 25 décembre 2022).
- 27 octobre :
  - David E. Kuhl, scientifique américain († 28 mai 2017).
  - Chantal Lanvin, peintre française († 2 mars 2013).
- 28 octobre :
  - Marcel Bozzuffi, acteur de cinéma né à Rennes († 1er février 1988).
  - Eduardo Di Loreto, joueur et entraîneur de football argentin († 20 février 2010).
  - Jack Hedley, acteur britannique († 11 décembre 2021).
  - Joan Plowright, actrice britannique († 16 janvier 2025).
- 29 octobre : Witold Sobociński, chef opérateur du cinéma polonais († 19 novembre 2018).
- 31 octobre :
  - Paul-Marie Guillaume, évêque catholique français.
  - Bud Spencer, acteur italien († 27 juin 2016).

## Novembre
- 1er novembre :
  - Jacques Carelman, peintre, décorateur et illustrateur français († 28 mars 2012).
  - Pierre Truche, magistrat français († 20 mars ou 21 mars 2020).
- 2 novembre :
  - Germain Derijcke, coureur cycliste belge († 13 janvier 1978).
  - Vic Howe, joueur de hockey sur glace canadien († 31 janvier 2015).
  - Richard E. Taylor, physicien canadien († 22 février 2018).
  - Muhammad Rafiq Tarar, homme d'État pakistanais († 7 mars 2022).
- 3 novembre : Giuseppe Buratti, coureur cycliste italien († 26 mai 2008).
- 4 novembre : 
  - Paul Vance, auteur-compositeur et réalisateur artistiqueaméricain † 30 mai 2022).
  - Anastase de Tirana, primat de l'Église orthodoxe albanaise († 25 janvier 2025).
- 5 novembre :
  - Madeleine Grenier, peintre française († 3 janvier 1982).
  - Marie-Josèphe Yoyotte, monteuse française († 17 juillet 2017 ou 18 juillet 2017).
- 6 novembre : Pietro Adonnino, homme politique italien († 22 mars 2013).
- 7 novembre : Hans Krollmann, homme politique allemand († 15 mars 2016).
- 9 novembre : 
  - Marc Favreau, comédien canadien († 17 décembre 2005).
  - Kazimir Hnatow, footballeur français d'origine ukrainienne († 16 décembre 2010).
  - Imre Kertész, écrivain hongrois († 31 mars 2016).
  - Eric Norman Thompson, acteur, producteur et présentateur britannique († 30 novembre 1982).
- 10 novembre :
  - Marilyn Bergman, parolière américaine († 8 janvier 2022).
  - W. E. B. Griffin, écrivain américain († 12 février 2019).
  - Ninón Sevilla, actrice mexicaine d'origine cubaine († 1er janvier 2015).
  - Albert Tévoédjrè, homme politique béninois († 6 novembre 2019).
  - Wout Wagtmans, coureur cycliste néerlandais († 15 août 1994).
- 11 novembre : André Le Dissez, coureur cycliste français († 4 mai 2018).
- 12 novembre :
  - Michael Ende, écrivain allemand de romans fantastiques († 29 août 1995).
  - Claude Imbert, éditorialiste français († 23 novembre 2016).
  - Ríkharður Jónsson, joueur et entraîneur de football islandais († 14 février 2017).
  - Grace Kelly, (Grace Patricia) actrice américaine et princesse de Monaco († 14 septembre 1982).
- 13 novembre : Fred Phelps, pasteur américain dirigeant de la controversée Westboro Baptist Church († 19 mars 2014).
- 14 novembre :
  - Guillaume Le Boëdec, footballeur français († 13 juillet 1989).
  - Jimmy Piersall, joueur de baseball américain († 3 juin 2017).
- 15 novembre : 
  - Edward Asner, acteur et producteur américain († 29 août 2021).
  - François Favreau, évêque catholique français, évêque émérite de Nanterre († 7 septembre 2021).
- 16 novembre : Harold Hurley, joueur de hockey sur glace canadien († 29 août 2017).
- 17 novembre : Ranko Žeravica, entraîneur de basket-ball yougoslave puis serbe († 29 octobre 2015).
- 18 novembre :
  - William Joseph Knight, astronaute de l'USAF († 8 mai 2004).
  - John McMartin, acteur américain († 6 juillet 2016).
- 19 novembre :
  - James Lee Barrett, scénariste, producteur et acteur américain († 15 octobre 1989).
  - Giuseppe Galasso, historien et homme politique italien († 12 février 2018).
  - Ida Grinspan, survivante française de la Shoah († 24 septembre 2018).
- 22 novembre : Jacques Andréani, diplomate français († 25 juillet 2015).
- 23 novembre : Georges Lagrange, évêque catholique français († 11 décembre 2014).
- 24 novembre : George Moscone, homme politique américain († 27 novembre 1978).
- 25 novembre : Marcel De Corte, footballeur belge († 27 février 2017).
- 26 novembre : Slavko Avsenik, compositeur et accordéoniste slovène († 2 juillet 2015).
- 27 novembre : 
  - David Nickson, homme d'affaires britannique.
  - Hans-Reinhard Koch, évêque catholique allemand († 25 avril 2018).
- 29 novembre : Giancarlo Vitali, peintre et graveur italien († 25 juillet 2018).
- 30 novembre : Dick Clark, présentateur vedette de la télévision américaine, producteur et acteur américain († 18 avril 2012).

## Décembre
- 1er décembre : David Doyle, acteur américain († 26 février 1997).
- 3 décembre : Victor Reux, homme politique français († 3 juin 2016).
- 4 décembre : Charles Kumi Gyamfi, joueur et entraîneur de football ghanéen († 2 septembre 2015).
- 6 décembre :
  - Philippe Bouvard, journaliste, humoriste, présentateur de télévision et de radio, écrivain, auteur de théâtre et dialoguiste français.
  - Nikolaus Harnoncourt, chef d'orchestre, violoncelliste et gambiste autrichien († 5 mars 2016).
- 7 décembre :
  - Myriam Ezratty, magistrate française († 7 septembre 2017).
  - Manolo González, matador espagnol († 25 décembre 1987).
- 8 décembre : Raymond Séguy, évêque catholique français, évêque émérite d'Autun († 21 mars 2022).
- 9 décembre :
  - John Cassavetes, acteur et réalisateur américain († 3 février 1989).
  - Bob Hawke, homme d'État australien († 16 mai 2019).
- 10 décembre : Michael Snow, peintre et pianiste de jazz canadien († 5 janvier 2023).
- 11 décembre : 
  - Raymond Grandjean, peintre et écrivain français († 5 mai 2006).
  - Owain Owain, écrivain et poète gallois  († 19 décembre 1993).
- 12 décembre :
  - John Osborne, auteur dramatique, scénariste et acteur britannique († 24 décembre 1994).
  - Billy Simpson, footballeur nord-irlandais († 27 janvier 2017).
- 13 décembre :
  - Michel Pandel, peintre et lithographe suisse († 5 août 1978).
  - Christopher Plummer, acteur canadien († 5 février 2021).
- 14 décembre : Fernando Sebastián Aguilar, cardinal espagnol († 24 janvier 2019).
- 15 décembre : Barry Harris, pianiste de jazz américain († 8 décembre 2021).
- 16 décembre :
  - Nicholas Courtney, acteur anglais († 22 février 2011).
  - Jean-Charles Thomas, évêque catholique français, évêque émérite de Versailles († 14 octobre 2023).
- 17 décembre : Iroda Aliyeva, actrice soviétique puis ouzbèke († 7 juillet 1989).
- 18 décembre :
  - Józef Glemp, cardinal polonais († 23 janvier 2013).
  - Bob Jane, pilote automobile australien († 28 septembre 2018).
- 19 décembre : Pablo Macera, historien péruvien († 9 janvier 2020).
- 20 décembre :
  - Charles Baur, homme politique français († 2 janvier 2015).
  - Riccardo Licata, peintre, sculpteur et graveur italien († 18 février 2014).
  - Roger Mühl, peintre, sculpteur et dessinateur français († 4 avril 2008).
- 21 décembre :
  - Richard Bass, alpiniste amateur et entrepreneur américain († 26 juillet 2015).
  - Erwin de Vries, peintre et sculpteur surinamien († 31 janvier 2018).
- 22 décembre : Godfrey Wettinger, historien maltais († 22 mai 2015).
- 23 décembre : 
  - Chet Baker, trompettiste de jazz américain († 13 mai 1988).
  - Charles Bentley, glaciologue et géophysicien américain († 19 août 2017).
  - Antonina Seredina, kayakiste soviétique († 2 septembre 2016).
  - Patrick Watson, acteur et réalisateur canadien († 4 juillet 2022).
  - Willie Wood, entraîneur américain de football américain († 3 février 2020).
- 24 décembre :
  - Noël Duval, historien, archéologue et épigraphiste français († 12 décembre 2018).
  - Kim Tschang-Yeul, peintre sud-coréen († 5 janvier 2021).
  - George Sullivan, joueur et entraineur de hockey sur glace canadien († 19 janvier 2019).
- 26 décembre : 
  - Régine, femme d'affaires et chanteuse française († 1er mai 2022).
  - André Lajoinie, homme politique français († 26 novembre 2024).
- 28 décembre :
  - Matt Murphy, guitariste de blues américain († 15 juin 2018).
  - Terry Sawchuk, gardien de but de hockey sur glace canadien († 31 mai 1970).
  - Pierre Tritsch, peintre français († 16 mai 2021).
- 29 décembre : Lucien Girardier, chercheur en physiologie, en neurologie et professeur de médecine suisse († 14 avril 2024).
- 30 décembre : Roger de Lageneste, pilote de rallye automobile français († 14 octobre 2017).
- 31 décembre : Võ Quý, ornithologue vietnamien († 10 janvier 2017).

## Date inconnue
- Aspro Bernard, musicien ivoirien († 31 juillet 2007).
- Carol Gardipe, géologue américaine.
- Jülide Gülizar, journaliste turque († 14 mars 2011).
- Chaïbia Talal, peintre marocaine († 2 avril 2004).